# Liste der preußischen Kultusminister
Liste der preußischen Kultusminister.
Ab 1762 bis zu den Reformen 1810/12 trug der preußische Kultusminister den Titel eines Justizministers; siehe dort.
| Name                                                                | Amtsantritt | Amtsaustritt | |
| ------------------------------------------------------------------- | ----------- | ------------ | --- |
| Karl vom Stein zum Altenstein                                       | 1817        | 1838         | Karl vom Stein zum Altenstein · Johann Albrecht Friedrich von Eichhorn · Moritz August von Bethmann-Hollweg · Adalbert Falk · Ludwig Holle · Abgeordnete des vereinigten Landtages · Adam und August von Trott zu Solz · Adolph Hoffmann |
| Adalbert von Ladenberg                                              | 1840        | 1840         | Karl vom Stein zum Altenstein · Johann Albrecht Friedrich von Eichhorn · Moritz August von Bethmann-Hollweg · Adalbert Falk · Ludwig Holle · Abgeordnete des vereinigten Landtages · Adam und August von Trott zu Solz · Adolph Hoffmann |
| Johann Albrecht Friedrich von Eichhorn                              | 1840        | 1848         | Karl vom Stein zum Altenstein · Johann Albrecht Friedrich von Eichhorn · Moritz August von Bethmann-Hollweg · Adalbert Falk · Ludwig Holle · Abgeordnete des vereinigten Landtages · Adam und August von Trott zu Solz · Adolph Hoffmann |
| Maximilian von Schwerin-Putzar                                      | 1848        | 1848         | Karl vom Stein zum Altenstein · Johann Albrecht Friedrich von Eichhorn · Moritz August von Bethmann-Hollweg · Adalbert Falk · Ludwig Holle · Abgeordnete des vereinigten Landtages · Adam und August von Trott zu Solz · Adolph Hoffmann |
| Johann Karl Rodbertus                                               | 1848        | 1848         | Karl vom Stein zum Altenstein · Johann Albrecht Friedrich von Eichhorn · Moritz August von Bethmann-Hollweg · Adalbert Falk · Ludwig Holle · Abgeordnete des vereinigten Landtages · Adam und August von Trott zu Solz · Adolph Hoffmann |
| Adalbert von Ladenberg                                              | 1848        | 1850         | Karl vom Stein zum Altenstein · Johann Albrecht Friedrich von Eichhorn · Moritz August von Bethmann-Hollweg · Adalbert Falk · Ludwig Holle · Abgeordnete des vereinigten Landtages · Adam und August von Trott zu Solz · Adolph Hoffmann |
| Karl Otto von Raumer                                                | 1850        | 1858         | Karl vom Stein zum Altenstein · Johann Albrecht Friedrich von Eichhorn · Moritz August von Bethmann-Hollweg · Adalbert Falk · Ludwig Holle · Abgeordnete des vereinigten Landtages · Adam und August von Trott zu Solz · Adolph Hoffmann |
| Moritz August von Bethmann-Hollweg                                  | 1858        | 1862         | Karl vom Stein zum Altenstein · Johann Albrecht Friedrich von Eichhorn · Moritz August von Bethmann-Hollweg · Adalbert Falk · Ludwig Holle · Abgeordnete des vereinigten Landtages · Adam und August von Trott zu Solz · Adolph Hoffmann |
| Heinrich von Mühler                                                 | 1862        | 1872         | Karl vom Stein zum Altenstein · Johann Albrecht Friedrich von Eichhorn · Moritz August von Bethmann-Hollweg · Adalbert Falk · Ludwig Holle · Abgeordnete des vereinigten Landtages · Adam und August von Trott zu Solz · Adolph Hoffmann |
| Adalbert Falk                                                       | 1872        | 1879         | Karl vom Stein zum Altenstein · Johann Albrecht Friedrich von Eichhorn · Moritz August von Bethmann-Hollweg · Adalbert Falk · Ludwig Holle · Abgeordnete des vereinigten Landtages · Adam und August von Trott zu Solz · Adolph Hoffmann |
| Robert Viktor von Puttkamer                                         | 1879        | 1881         | Karl vom Stein zum Altenstein · Johann Albrecht Friedrich von Eichhorn · Moritz August von Bethmann-Hollweg · Adalbert Falk · Ludwig Holle · Abgeordnete des vereinigten Landtages · Adam und August von Trott zu Solz · Adolph Hoffmann |
| Gustav Konrad Heinrich von Goßler                                   | 1881        | 1891         | Karl vom Stein zum Altenstein · Johann Albrecht Friedrich von Eichhorn · Moritz August von Bethmann-Hollweg · Adalbert Falk · Ludwig Holle · Abgeordnete des vereinigten Landtages · Adam und August von Trott zu Solz · Adolph Hoffmann |
| Robert von Zedlitz-Trützschler                                      | 1891        | 1892         | Karl vom Stein zum Altenstein · Johann Albrecht Friedrich von Eichhorn · Moritz August von Bethmann-Hollweg · Adalbert Falk · Ludwig Holle · Abgeordnete des vereinigten Landtages · Adam und August von Trott zu Solz · Adolph Hoffmann |
| Robert Bosse                                                        | 1892        | 1899         | Karl vom Stein zum Altenstein · Johann Albrecht Friedrich von Eichhorn · Moritz August von Bethmann-Hollweg · Adalbert Falk · Ludwig Holle · Abgeordnete des vereinigten Landtages · Adam und August von Trott zu Solz · Adolph Hoffmann |
| Konrad von Studt                                                    | 1899        | 1907         | Karl vom Stein zum Altenstein · Johann Albrecht Friedrich von Eichhorn · Moritz August von Bethmann-Hollweg · Adalbert Falk · Ludwig Holle · Abgeordnete des vereinigten Landtages · Adam und August von Trott zu Solz · Adolph Hoffmann |
| Ludwig Holle                                                        | 1907        | 1909         | Karl vom Stein zum Altenstein · Johann Albrecht Friedrich von Eichhorn · Moritz August von Bethmann-Hollweg · Adalbert Falk · Ludwig Holle · Abgeordnete des vereinigten Landtages · Adam und August von Trott zu Solz · Adolph Hoffmann |
| August von Trott zu Solz                                            | 1909        | 1917         | Karl vom Stein zum Altenstein · Johann Albrecht Friedrich von Eichhorn · Moritz August von Bethmann-Hollweg · Adalbert Falk · Ludwig Holle · Abgeordnete des vereinigten Landtages · Adam und August von Trott zu Solz · Adolph Hoffmann |
| Friedrich Schmidt-Ott                                               | 1917        | 1918         | Karl vom Stein zum Altenstein · Johann Albrecht Friedrich von Eichhorn · Moritz August von Bethmann-Hollweg · Adalbert Falk · Ludwig Holle · Abgeordnete des vereinigten Landtages · Adam und August von Trott zu Solz · Adolph Hoffmann |
| Adolph Hoffmann                                                     | 1918        | 1919         | Karl vom Stein zum Altenstein · Johann Albrecht Friedrich von Eichhorn · Moritz August von Bethmann-Hollweg · Adalbert Falk · Ludwig Holle · Abgeordnete des vereinigten Landtages · Adam und August von Trott zu Solz · Adolph Hoffmann |
| Konrad Haenisch                                                     | 1919        | 1921         | Karl vom Stein zum Altenstein · Johann Albrecht Friedrich von Eichhorn · Moritz August von Bethmann-Hollweg · Adalbert Falk · Ludwig Holle · Abgeordnete des vereinigten Landtages · Adam und August von Trott zu Solz · Adolph Hoffmann |
| Carl Heinrich Becker                                                | 1921        | 1921         | Karl vom Stein zum Altenstein · Johann Albrecht Friedrich von Eichhorn · Moritz August von Bethmann-Hollweg · Adalbert Falk · Ludwig Holle · Abgeordnete des vereinigten Landtages · Adam und August von Trott zu Solz · Adolph Hoffmann |
| Otto Boelitz                                                        | 1921        | 1925         | Karl vom Stein zum Altenstein · Johann Albrecht Friedrich von Eichhorn · Moritz August von Bethmann-Hollweg · Adalbert Falk · Ludwig Holle · Abgeordnete des vereinigten Landtages · Adam und August von Trott zu Solz · Adolph Hoffmann |
| Carl Heinrich Becker                                                | 1925        | 1930         | Karl vom Stein zum Altenstein · Johann Albrecht Friedrich von Eichhorn · Moritz August von Bethmann-Hollweg · Adalbert Falk · Ludwig Holle · Abgeordnete des vereinigten Landtages · Adam und August von Trott zu Solz · Adolph Hoffmann |
| Adolf Grimme                                                        | 1930        | 1932         | Karl vom Stein zum Altenstein · Johann Albrecht Friedrich von Eichhorn · Moritz August von Bethmann-Hollweg · Adalbert Falk · Ludwig Holle · Abgeordnete des vereinigten Landtages · Adam und August von Trott zu Solz · Adolph Hoffmann |
| Aloys Lammers (als Reichskommissar vom 21. Juli – 10. Oktober 1932) | 1932        | 1932         | Karl vom Stein zum Altenstein · Johann Albrecht Friedrich von Eichhorn · Moritz August von Bethmann-Hollweg · Adalbert Falk · Ludwig Holle · Abgeordnete des vereinigten Landtages · Adam und August von Trott zu Solz · Adolph Hoffmann |
| Wilhelm Kähler (als Staatskommissar nach dem sog. „Preußenschlag“)  | 1932        | 1933         | Karl vom Stein zum Altenstein · Johann Albrecht Friedrich von Eichhorn · Moritz August von Bethmann-Hollweg · Adalbert Falk · Ludwig Holle · Abgeordnete des vereinigten Landtages · Adam und August von Trott zu Solz · Adolph Hoffmann |
| Bernhard Rust (seit 1934 zugleich Reichserziehungsminister)         | 1933        | 1945         | Karl vom Stein zum Altenstein · Johann Albrecht Friedrich von Eichhorn · Moritz August von Bethmann-Hollweg · Adalbert Falk · Ludwig Holle · Abgeordnete des vereinigten Landtages · Adam und August von Trott zu Solz · Adolph Hoffmann |